# Francis Anastasi
Francis Anastasi (* 23. April 1933 in Marseilles) ist ein ehemaliger französischer Radrennfahrer.

## Sportliche Laufbahn
Anastasi war Straßenradsportler. Nachdem er 1953 als Unabhängiger fuhr, wurde er 1954 Berufsfahrer im Radsportteam Mercier-BP-Hutchinson. Er blieb bis 1962 als Radprofi aktiv. 1952 siegte er im Rennen Nizza–Puget-Théniers–Nizza.
1953 gewann er das Eintagesrennen Trophée du Journal d’Alger, 1954 den Grand Prix de Monaco, den Grand Prix de Saint-Raphaël und den Grand Prix Nizza. In Nordafrika holte er Siege bei Casablanca–Rabat–Casablanca 1956 sowie den Gesamtsieg in der Marokko-Rundfahrt 1957 vor Carmelo Morales. 1959 war er im Grand Prix de Cannes, im Grand Prix Saint-Raphaël und 1960 in der Tour du Var erfolgreich. Etappensiege gelangen ihm in der Tour du Sud-Est 1953 und 1957.
Zweite Plätze holte er 1954 bei Mailand–Sanremo 1954 hinter Rik Van Steenbergen und in der Tour de l’Ouest hinter André Vlayen. In der Vuelta a España 1960 schied er aus.